# خانه هنرمندان ایران
خانه هنرمندان ایران مجموعه‌ای فرهنگی و هنری است که در پارک هنرمندان تهران واقع در خیابان ایرانشهر قرار دارد. این اثر در تاریخ ۲۲ مرداد ۱۳۸۴ با شمارهٔ ثبت ۱۳۰۸۰ به‌عنوان یکی از آثار ملی ایران به ثبت رسیده‌ است.
فعالیت‌های خانه هنرمندان ایران به نمایش فیلم، تئاتر و تله تئاتر، برگزاری نمایشگاه‌های هنرهای تجسمی نظیر نقاشی، گرافیک، عکس و مجسمه، اجرای کنسرت‌های موسیقی و سخنرانی اختصاص دارد و نیز محل دبیرخانهٔ صنف‌های هنری ایران است.
اعضای هیئت مؤسس خانهٔ هنرمندان ایران عبارتند از: غلامحسین امیرخانی، مرتضی ممیز، غلامحسین نامی، ایرج کلانتری، ایرج راد، محمد سریر، محمد رضا عبدالملکیان، حمیدالله رضایی و محمدعلی نجفی. شورای عالی خانهٔ هنرمندان ایران، نمایندگان هیئت مؤسس خانهٔ هنرمندان ایران می‌باشند که شامل خانه تئاتر ایران، خانه موسیقی ایران، خانه سینمای ایران، انجمن نقاشان ایران، انجمن طراحان گرافیک ایران، انجمن مجسمه سازان ایران، انجمن خوشنویسان ایران، انجمن شاعران ایران و جامعه مهندسان معمار ایران است.
بنای خانه هنرمندان در سال ۱۳۷۷ با بازسازی بنایی از دوره پهلوی اول که مدتی نیز پادگان بود
با مدیریت بهروز غریب‌پور و با حمایت شهرداری تهران و وزارت ارشاد و رئیس‌جمهور وقت محمد خاتمی در سال ۱۳۷۸ ساخته شده‌است.

## پیشینه
محوطه این بنا در یکی از باغ‌های دوره ناصرالدین شاه قاجار که فیشرآباد نامیده می‌شد و در اختیار فرزندش کامران میرزا بود قرار گرفته‌ است و بنای نخستین آن در زمان جنگ جهانی دوم برای انبار مهمات و تجهیزات نظامی توسط متفقین استفاده می‌شد. این مکان از هنگام خروج نیروهای متفقین در میانه‌های دهه بیست خورشیدی تا سال ۱۳۵۷ به صورت مرکز نظامی نیمه متروکی باقی مانده بود تا آنکه در سال ۱۳۷۷ به مالکیت شهرداری تهران درآمد و برای کاربری کنش‌های فرهنگی و هنری در بهمن ۱۳۷۸ گشایش یافت.

## معماری
پلان کلی ساختمان که بخشی از یک پادگان ارتش به‌شمار می‌رفت، همسانی بسیاری به تیپ پلان‌های ساختمان‌های دولتی یا همگانی دهه‌های بیست و سی خورشیدی در نقاط مختلف ایران داشت. در این تیپ پلان‌ها، یک سرسرای بزرگ اندرونی با یک پلکان سراسری به دو طبقه بالا در ارتباط است و به همین‌سان راهروهایی در این بنا دیده می‌شوند که از یک سو نور می‌گیرند و از سوی دیگر به اتاق‌های بزرگ ساختمان دسترسی دارند. سقف این ساختمان در بخش درونشد به ساختمان شیروانی بوده که پس‌ترها آن را برداشته بودند و سقف با خرپا به صورت صاف روی آن پوشش داده شده‌است.
در بازسازی و بهسازی این ساختمان، از مواردی استفاده شده که تغییر کاربری از یک کاربری نظامی به کاربری هنری فرهنگی را به نمایش بگذارد. ستون‌های موجود در فضای سرسرای ورودی، قوطی فلزی است که برای هماهنگی با ویترین‌های کنار آن، به ابعاد ستون آجری نخستین دگرگون شده‌اند و فضای ورودی، حالت رواق‌گونه‌ای دارد که شکوه بیشتری را به فضا بخشیده‌است. در کف‌سازی‌ها از سنگ‌های ایرانی مانند آذرشهر قرمز و زرد و نیز سنگ محلات که رنگ‌های گرمی دارد، بهره گرفته شده‌است. پرده‌ها و پنجره‌های راهروها از آمیخته‌ای از چوب و پارچه طراحی شده‌است. در زیرزمین، یک سقاخانه و یک حوض طراحی شده که فضایی آرام را به شکل یک دایره فیروزه‌ای‌رنگ دربر گرفته‌است. در بخش‌های کنارین دو بال طبقه همکف، رستوران (بخش خاوری) و نگارخانه (بخش باختری) جای گرفته که در میان آن‌ها اتاق‌هایی برای نشست‌ها یا دفتر شاخه‌های گوناگون هنری در نظر گرفته شده‌است. در طبقه یکم، تماشاخانه در انتهای بال باختری جای گرفته و نمای دیوارهای آن آمیزه‌ای از آجر و خطوط کاشی فیروزه‌ای است. تالار کنفرانس در بخش میانی این طبقه و روی سرسرا جای گرفته‌است. همچنین دو بالکن روی بال خاوری و باختری برای پذیرایی در فضای آزاد پیش‌بینی شده‌است.

## مجله شیوه
خانه هنرمندان ایران از سال ۱۳۹۵ دست به انتشار مجله ای تخصصی در شاخه‌های هنرهای تجسمی، سینما، ادبیات، موسیقی، معماری و تئاتر با عنوان مجله شیوه کرده‌است. مجید رجبی معمار به عنوان مدیرمسئول و سیدعماد حسینی به عنوان سردبیر با این مجله همکاری دارند.

## فضاها

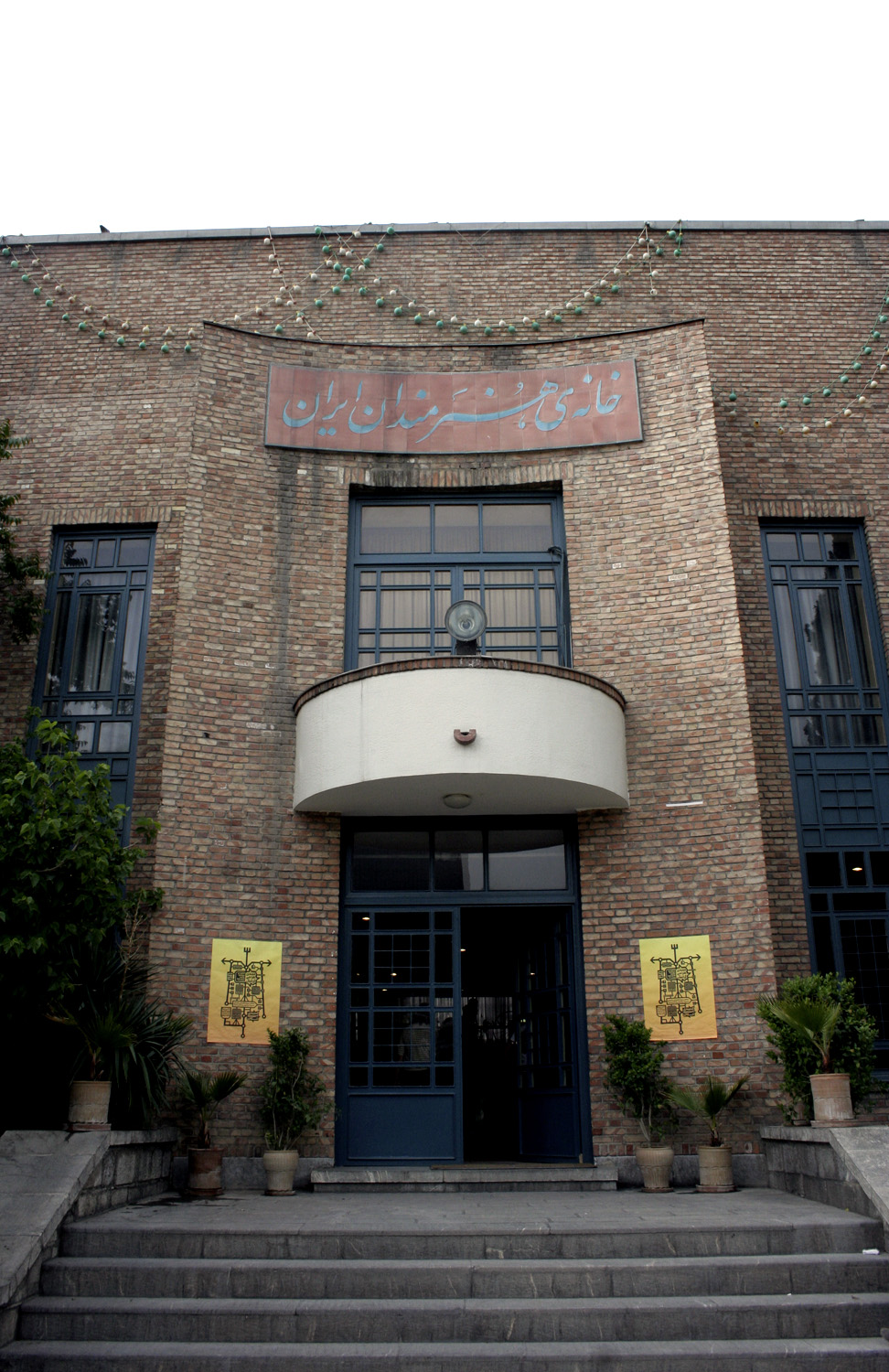
ورودی اصلی خانه هنرمندان ایران

### سالن‌های نمایش
- تالار جلیل شهناز (بتهوون سابق): سالن برنامه‌های هنری، بزرگداشت‌ها، نشست‌ها، همایش‌ها، افتتاحیه و اختتامیه‌ها و رونمایی آثار با ظرفیت ۱۵۰ نفر
- تالار فریدون ناصری: سالن برپایی برنامه‌های هنری، بزرگداشت‌ها، نشست‌ها، همایش‌ها، افتتاحیه و اختتامیه‌ها، رونمایی آثار و همچنین پخش فیلم با ظرفیت ۱۶۴ نفر
- تالار غلامحسین امیرخانی: سالن کنفرانس، نشست‌های خبری، جلسات و کارگاه‌های آموزشی با ظرفیت ۴۰ نفر
- تماشاخانه عزت‌الله انتظامی: سالن اجرای تئاتر مخصوص حمایت از آثار دانشجویی و هنرمندان جوان عرصه تئاتر با ظرفیت ۱۲۰ نفر

### نگارخانه‌ها
- نگارخانه مرتضی ممیز: مخصوص برگزاری نمایشگاه‌ها و کارگاه‌های آموزشی مختلف در زمینه هنرهای تجسمی به مساحت ۱۵۲ متر مربع شامل یک سالن بزرگ و دو سالن کوچک[۷]
- نگارخانه غلامحسین نامی: مخصوص برگزاری نمایشگاه‌های مختلف به مساحت ۶۸ متر مربع
- نگارخانه سید هادی میرمیران: مخصوص برگزاری نمایشگاه‌های مختلف به مساحت ۶۶ متر مربع
- نگارخانه بهار: مخصوص نمایشگاه‌های مختلف و همچنین کارگاه‌های هنری به مساحت ۱۰۶ متر مربع
- نگارخانه تابستان: مخصوص نمایشگاه‌های مختلف و همچنین کارگاه‌های هنری به مساحت ۱۰۶ متر مربع
- نگارخانه پاییز: مخصوص نمایشگاه‌های مختلف و همچنین کارگاه‌های هنری به مساحت ۱۰۶ متر مربع
- نگارخانه زمستان: مخصوص نمایشگاه‌های مختلف و همچنین کارگاه‌های هنری به مساحت ۱۰۶ متر مربع

## مدیران از ابتدا تاکنون
- بهروز غریب پور
- مجید جوزانی
- مجید سرسنگی
- مجید رجبی معمار
- محمدمهدی عسگرپور